# مونتيل جاكسون
مونتيل صامويل جاكسون (بالإنجليزية: Montel Samuel Jackson؛ مواليد 24 أبريل 1992) هو مُقاتل فنون قتالية مختلطة أمريكي.

## وصلات خارجية
- مونتيل جاكسون على موقع يو إف سي (الإنجليزية)
- مونتيل جاكسون على موقع شيردوغ (الإنجليزية)
- مونتيل جاكسون على موقع IMDb (الإنجليزية)